# August Wilhelm Dieffenbacher

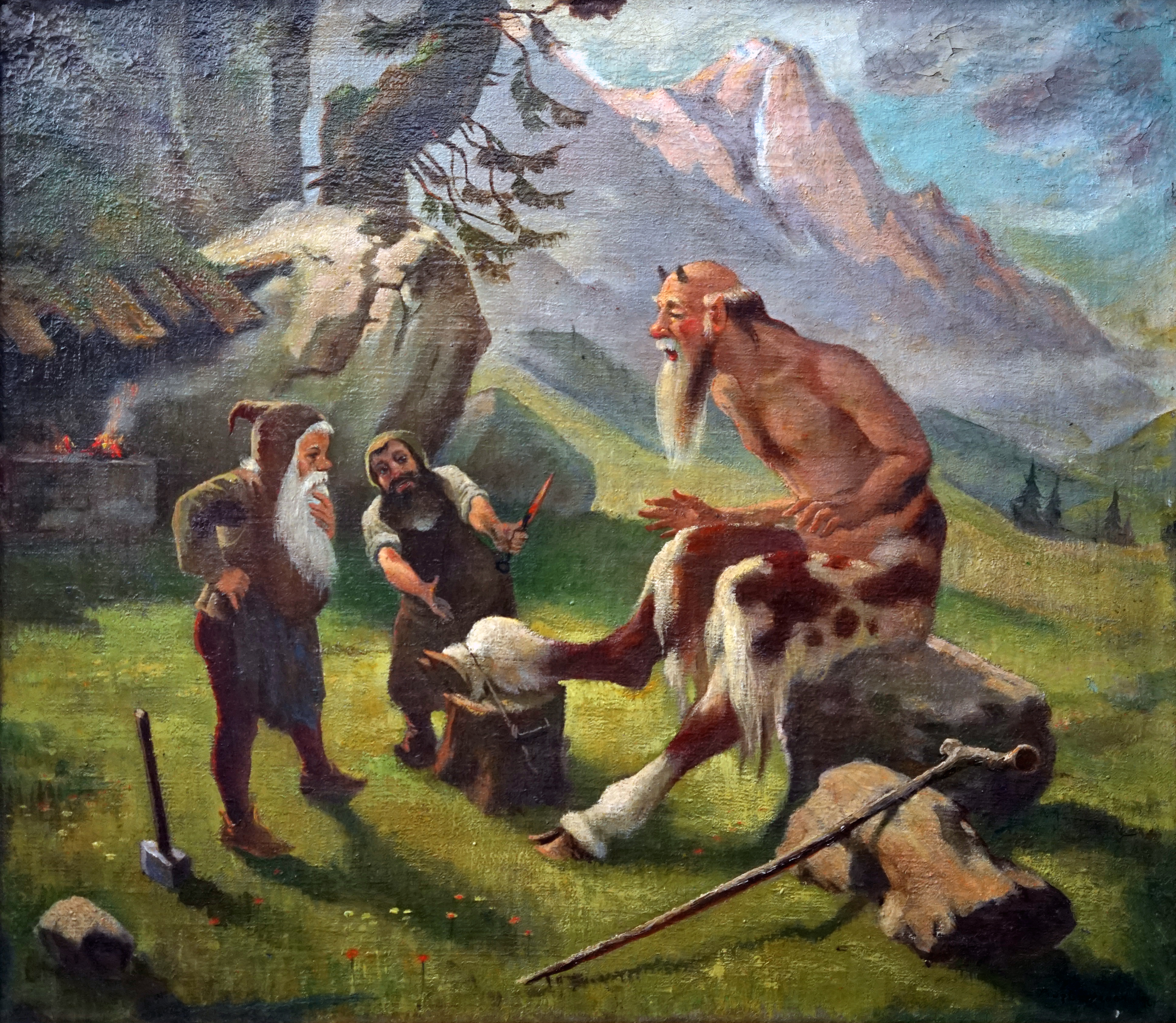
Satyr bei den Zwergen (Eine schmerzhafte Operation)

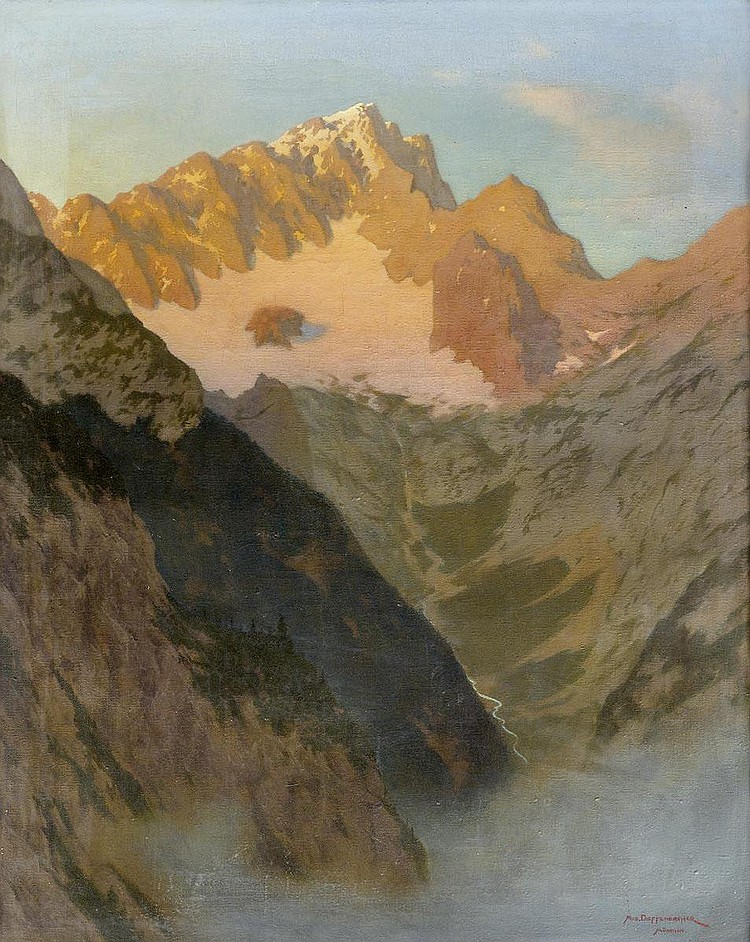
Berglandschaft mit Sonnenuntergang

August Wilhelm Dieffenbacher (* 14. August 1858 in Mannheim; † 14. Dezember 1940 in München) war ein deutscher Maler und Illustrator.
August Wilhelm Dieffenbacher erhielt seine künstlerische Ausbildung bei Ludwig von Löfftz und Wilhelm von Lindenschmit dem Jüngeren an der Akademie der bildenden Kunst in München. Er debütierte 1888 mit dem Bild Verfolgt auf der Jubiläums-Ausstellung der Akademie. Danach wurden seine Werke auf den jährlich stattfindenden Ausstellungen im Münchner Glaspalast gezeigt. 1900 war er auf der Pariser Weltausstellung vertreten.
Dieffenbacher malte Landschaftsbilder, Genreszenen aus dem Jägerleben Oberbayerns und Porträts. Daneben schuf er einige Kolossalkompositionen nach Themen aus der germanischen Vorzeit. Dieffenbachers Werke sind unter anderem in Museen in Mannheim, Dresden und Schwerin ausgestellt.